# Santa Anna de Breda
Santa Anna de Breda és una església barroca de Breda (Selva) inclosa a l'Inventari del Patrimoni Arquitectònic de Catalunya.

## Descripció
Ermita situada als afores del nucli urbà de Breda, sobre el Turó de Santa Anna. L'edifici és de planta rectangular amb una única nau, i un absis semicircular amb una fornícula a l'interior, que externament presenta una estructura poligonal. El teulat és a doble vessant, desaiguat als laterals. Adossada a l'ermita, hi ha la sagristia, de planta quadrangular, amb el teulat a una vessant, desaiguat a la façana nord.
A la façana de l'ermita, hi ha la porta d'entrada just al centre, en arc rebaixat format per dovelles de pedra, i que té els brancals de carreus també de pedra. Dues petites finestres rectangulars, amb la llindra, brancals i ampit de pedra, protegides per una reixa de ferro forjat, la flanquegen. Al costat de la porta d'entrada també hi ha dos bancs de pedra adossats al mur de la façana.
Just sobre la porta d'entrada, un ull de bou que il·lumina l'interior, i sobre aquest una altra petita obertura també circular (potser hi ha dues cobertes). La façana està coronada per un frontó corbat característic d'època barroca, i un campanar d'espedanya.
A l'interior de la capella, a la zona del presbiteri, un altar; i al mur de l'absis, una fornícula amb una imatge de Santa Anna a la que s'hi arriba a través d'una escala doble de fusta. La coberta de l'edifici està formada per tres trams de volta d'aresta, separats per arcs faixons de mig punt que arranquen de la línia d'imposta. La zona de la coberta està enguixada, mentre que del terra fins a la línia d'imposta, el mur és de paredat rústic.
Adossat al costat nord, la sagristia. De planta quadrangular, té dues finestres amb l'ampit, llinda i brancals de pedra. A la llinda de la finestra superior, més petita, hi ha inscrita la data 1862, any en què segurament es va construir la sagristia.

## Història
El document més antic on se cita l'ermita de Santa Anna és del 1624 tot i que l'actual edifici és fruit d'una reforma dels anys 1785- 1799. La sagristia s'hauria fet posteriorment, vers el 1862 com indica la inscripció que hi ha ala llinda d'una finestra. La imatge de la santa és del 1942, ja que el 1936 cremaren l'anterior juntament amb quatre pintures. El campanar va ser refet després de la Guerra Civil gràcies a la família Montells.
Entre el 1981 i el 1990 s'hi van fer diverses tasques de restauració.